# Myosotis laxa
Myosotis laxa é uma espécie de planta com flor pertencente à família Boraginaceae. 
A autoridade científica da espécie é Lehm., tendo sido publicada em Plantae e Familiae Asperifoliarum Nuciferae 1: 83. 1818.

## Portugal
Trata-se de uma espécie presente no território português, nomeadamente os seguintes táxones infraespecíficos:
- Myosotis laxa subsp. caespitosa - presente em Portugal Continental. Em termos de naturalidade é nativa da região atrás referida. Encontra-se protegida por legislação portuguesa ou da Comunidade Europeia, nomeadamente pelo Anexo II e IV da Directiva Habitats.